# منارة جزيرة أرزيو
تعتبر منارة جزيرة أرزيو من أقدم المنارات في الجزائر. تقع على الساحل الغربي لخليج أرزيو، على بعد 2,5 كم شمال غرب الميناء، وهي عبارة عن منارة توتيد تُستخدم لملاحة القوارب التي ترسو في ميناء أرزيو.

## تاريخ

### عموميات
وُضع عدد قليل من الفوانيس البدائية النادرة بالقرب من الملاجئ التي كانت بمثابة ملجأ للمراكب البربرية؛ مثل الفانوس العادي الموجود على البرج العالي في حصن الصخرة. منذ السنوات الأولى للإحتلال الفرنسي، رُكبت شعلات أكثر كفاءة في أكثر النقاط المميزة. وهكذا في عام 1834، قام الفرنسيون بتركيب جهاز بدلاً من فانوس الجزائر العاصمة والذي يتكون من ضوء ثابت يعلوه تاج دوار يحمل 8 مصابيح مع عاكسات مرتبة لإنتاج ضوء كسوف لمدة 30 ثانية. في 30 ثانية.
التقرير الرسمي الأول الذي يتناول إنارة السواحل الجزائرية هو تقرير اللجنة البحرية الجزائرية لعام 1843 الذي يضع تقريراً كاملاً «عن التحسينات التي يجب إجراؤها على الأضواء الموجودة (الجديدة في ذلك الوقت)، للأضواء التي سيتم إنشاؤها. على الفور، يجب إشعال الشعلات بعد ذلك». نفذ على مدار عدة سنوات، مع التعديلات التي فرضها التقدم التقني وتطور الملاحة، والتي قررت لجنة المنارة لعام 1861 أهمها.
عُدلت الأجهزة بشكل دوري بين عامي 1860 و 1900. كان أبرز هذه التحسينات هو استبدال الزيت المعدني بالزيت النباتي في عام 1881 بعد ذلك، من خلال استخدام بعض شعلات المصابيح عند مستوى ثابت. في عام 1902، وُضع برنامج جديد لتحسين الإضاءة الساحلية من خلال إنشاء لجنة بحرية خاصة تبنت برنامجًا للإنجازات يوفر، من بين أمور أخرى، استبدال الأضواء الثابتة الموجودة عن طريق وميض الأضواء الغامضة مع أو بدون قطاعات زاهية الألوان. البرنامج الذي نُفذ بالكامل من 1904 إلى 1908 باستثناء الرصيف الشمالي لميناء الجزائر. في عام 1924 تابع كبير المهندسين لخدمة المنارة المركزية كهربة الأضواء الرئيسية وأضواء الموانئ منذ البعثة العلمية إلى الجزائر.
بالإضافة إلى ذلك، تم تشغيل أربعة أجهزة راديوية ؛ في منارة الأميرالية بالجزائر العاصمة (1931)، في رأس الإبرة (1938)، في رأس كاكسين (1938) وفي رأس ماتيفو (1942). كما خططت الخدمات الفنية لإنشاء أربعة مبانٍ إضافية في غضون فترة زمنية قصيرة في رأس تنس، ورأس بنقوت، ورأس بوقارون، ورأس العسة.

### تاريخ المنارة
تم بناء منارة جزيرة أرزيو في عام 1865.

أسفر تقرير اللجنة البحرية لعام 1843 الذي تضمن تحويل المنشآت السابقة عن استبدال الفانوس الموجود على جزيرة أرزيو بإضاءة ثابتة بمدى 13 ميل في عام 1848.
تم بناء المنارة الحالية في عام 1865 ، مع مراعاة التحسينات الفنية في ذلك الوقت.
في عام 2017 ، خضعت المنارة لأعمال ترميم. وصارت آلية بالكامل وزيد في قوة المصباح إلى 250 واط.

## مميزات

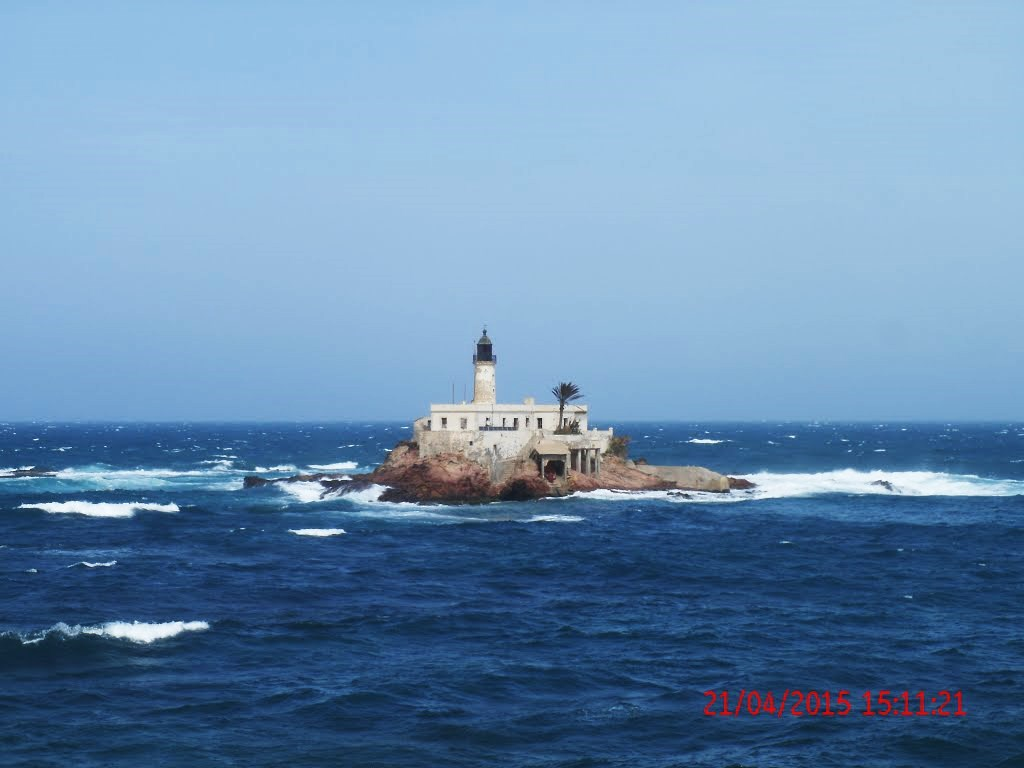
المنارة من الطريق

المنارة مبنية على جزيرة تقع على بعد 200 م من الشاطئ و 2,5 كم شمال غرب ميناء أرزيو. يتم الوصول إليه باستخدام قارب.
تتكون المنارة ، التي شُيدت عام 1865 ، من برج أسطواني مبني على منزل الحراس والغرف الفنية. يبلغ ارتفاع المبنى 12 2 ويبلغ ارتفاعها 63,6 م عن سطح البحر. حاوية تتكون من جدران حجرية ملساء وأعمال حجرية مكشوفة ومغرة باللون الأخضر من الشرق. يوجد على البرج فانوس مع صيانة داخلية.
تبلغ قوة المصباح 180 واط / 24 فولط وتُفور الإضاءة بواسطة ضوء لونه الأحمر، الذي يشير إلى التضاريس الساحلية الخطرة ، له دورية من 1 وميض في 10 ثواني . نطاق الضوء 13 ميل بحري ، أو حوالي 24 كم، مما يجعلها منارة من الدرجة الثالثة.
يتم تزويده بالكهرباء بواسطة بطارية من الألواح الشمسية.

## روابط خارجية
- موقع الديوان الوطني للإشارات البحرية